# Lerista stylis
Lerista stylis — вид сцинкоподібних ящірок родини сцинкових (Scincidae). Ендемік Австралії.

## Поширення і екологія
Lerista stylis відомі з кількох місцевостей, розташованих на пвострові Арнемленд на Північній Території, зокрема в національному парку Какаду та на півострові Гоув, а також на сусідньому острові Ґрут-Айленд. Вони живуть на прибережних дюнах, в чагарникових заростях і лісах, що ростуть на піщаних ґрунтах, часто поблизу скельних виступів.